# Olympische Sommerspiele 1972/Ringen – Griechisch-römischer Stil Mittelgewicht (Männer)
Das Ringen im griechisch-römischen Stil der Männer in der Klasse bis 82 kg bei den Olympischen Sommerspielen 1972 wurde vom 6. bis 10. September in der Ringer-Judo-Halle auf dem Messegelände Theresienhöhe ausgetragen.

## Wettkampfformat
Die Kampfzeit war auf drei Mal drei Minuten beschränkt. Ein Ringer blieb solange im Turnier, bis er mit sechs Minuspunkten belastet war. Sobald nur noch zwei oder drei Athleten übrig waren, wurde eine Finalrunde um die Medaillen ausgetragen.
Minuspunkte wurden wie folgt verteilt:
- 0,5: Sieg durch technische Überlegenheit
- 1: Sieg nach Punkten
- 2: Unentschieden
- 2,5: Unentschieden, Passivität
- 3: Niederlage nach Punkten
- 3,5: Niederlage durch technische Überlegenheit des Gegners
- 4:  Niederlage durch Schultersieg des Gegners, Passivität, Verletzung

## Ergebnisse
Legende
- MPG – Minuspunkte Gesamt
- MPK – Minuspunkte in diesem Kampf

### Runde 1
| MPG | MPK |                    | Zeit |                  | MPK | MPG |
| --- | --- | ------------------ | ---- | ---------------- | --- | --- |
| 4   | 4   | Dasrangiin Myagmar | 6:53 | Miroslav Janota  | 0   | 0   |
| 2   | 2   | Matti Laakso       |      | Harald Barlie    | 2   | 2   |
| 0   | 0   | Ion Gabor          | 4:02 | Jimmy Martinetti | 4   | 4   |
| 4   | 4   | André Bouchoule    | 8:09 | Milan Nenadić    | 0   | 0   |
| 1   | 1   | Sadao Satō         |      | John Pedersen    | 3   | 3   |
| 3   | 3   | Frank Hartmann     |      | Kiril Dimitrow   | 1   | 1   |
| 3   | 3   | Reinhold Hucker    |      | Jan Kårström     | 1   | 1   |
| 3   | 3   | Anatoli Nasarenko  |      | Csaba Hegedűs    | 1   | 1   |
| 1   | 1   | Adam Ostrowski     |      | Jay Robinson     | 3   | 3   |
| 0   | 0   | Ali Yağmur         | 2:47 | Jesús Blanco     | 4   | 4   |

### Runde 2
| MPG | MPK |                    | Zeit |                   | MPK | MPG |
| --- | --- | ------------------ | ---- | ----------------- | --- | --- |
| 8   | 4   | Dasrangiin Myagmar | 2:14 | Matti Laakso      | 0   | 2   |
| 2   | 2   | Miroslav Janota    |      | Harald Barlie     | 2   | 4   |
| 1   | 1   | Ion Gabor          |      | André Bouchoule   | 3   | 7   |
| 8   | 4   | Jimmy Martinetti   | 5:17 | Milan Nenadić     | 0   | 0   |
| 5   | 4   | Sadao Satō         | 3:29 | Frank Hartmann    | 0   | 3   |
| 6,5 | 3,5 | John Pedersen      |      | Kiril Dimitrow    | 0,5 | 1,5 |
| 7   | 4   | Reinhold Hucker    | 5:08 | Anatoli Nasarenko | 0   | 3   |
| 4   | 3   | Jan Kårström       |      | Csaba Hegedűs     | 1   | 2   |
| 2   | 1   | Adam Ostrowski     |      | Ali Yağmur        | 3   | 3   |
| 3   | 0   | Jay Robinson       | 8:49 | Jesús Blanco      | 4   | 8   |

### Runde 3
| MPG | MPK |                 | Zeit |                   | MPK | MPG |
| --- | --- | --------------- | ---- | ----------------- | --- | --- |
| 2   | 0   | Miroslav Janota | 2:09 | Matti Laakso      | 4   | 6   |
| 6   | 2   | Harald Barlie   |      | Ion Gabor         | 2   | 3   |
| 0   | 0   | Milan Nenadić   | 7:16 | Sadao Satō        | 4   | 9   |
| 5   | 2   | Frank Hartmann  |      | Jan Kårström      | 2   | 6   |
| 4,5 | 3   | Kiril Dimitrow  |      | Anatoli Nasarenko | 1   | 4   |
| 2   | 0   | Csaba Hegedűs   | 0:00 | Adam Ostrowski    | 4   | 6   |
| 7   | 4   | Jay Robinson    | 2:40 | Ali Yağmur        | 0   | 3   |

### Runde 4
| MPG | MPK |                   | Zeit |                | MPK | MPG |
| --- | --- | ----------------- | ---- | -------------- | --- | --- |
| 4   | 2   | Miroslav Janota   |      | Ion Gabor      | 2   | 5   |
| 3   | 3   | Milan Nenadić     |      | Frank Hartmann | 1   | 6   |
| 7,5 | 3   | Kiril Dimitrow    |      | Csaba Hegedűs  | 1   | 3   |
| 4   | 0   | Anatoli Nasarenko | 1:48 | Ali Yağmur     | 4   | 7   |

### Runde 5
| MPG | MPK |                 | Zeit |                   | MPK | MPG |
| --- | --- | --------------- | ---- | ----------------- | --- | --- |
| 7   | 3   | Miroslav Janota |      | Milan Nenadić     | 1   | 4   |
| 9   | 4   | Ion Gabor       | 8:35 | Anatoli Nasarenko | 0   | 4   |
| 3   |     | Csaba Hegedűs   |      | Freilos           |     |     |

### Finalrunde
Ergebnisse aus den vorherigen Runden wurden übernommen (gelblich hinterlegt).
| MPG | MPK |                   | Zeit |               | MPK | MPG |
| --- | --- | ----------------- | ---- | ------------- | --- | --- |
|     | 3   | Anatoli Nasarenko |      | Csaba Hegedűs | 1   |     |
| 2   | 1   | Csaba Hegedűs     |      | Milan Nenadić | 3   |     |
| 3   | 0   | Anatoli Nasarenko | 0:00 | Milan Nenadić | 4   | 7   |